# Widłowy Przechód
Widłowy Przechód (słow. Štrbina Mlynárových vidiel), 2025 lub ok. 2035 m) – szeroka, płytko wcięta, trawiasta przełęcz w masywie Młynarza w słowackich Tatrach Wysokich. Znajduje się pomiędzy Niżnią Widłową Turnią a Młynarzowymi Widłami, w krótkiej grani, która od Widłowego Zwornika biegnie w kierunku południowo-wschodnim, ku Dolinie Ciężkiej.
Jest częścią Młynarzowej Ławki – systemu trawiastych zachodów biegnących od żlebu Młynarzowej Przełęczy (Żlebu za Widłę) po Młynarzową Przehybę. Przez siodło Widłowego Przechodu prowadzi jedyna łatwa droga na Młynarzowe Widły. Sama przełęcz jest bez trudności dostępna od zachodu, ze żlebu Młynarzowej Przełęczy i łatwo od strony leżącego po wschodniej stronie Widłowego Kotła, będącego rozszerzeniem Widłowego Żlebu (Żlebu pod Widłę).
Nazwę Widłowy Przechód utworzył Władysław Cywiński.

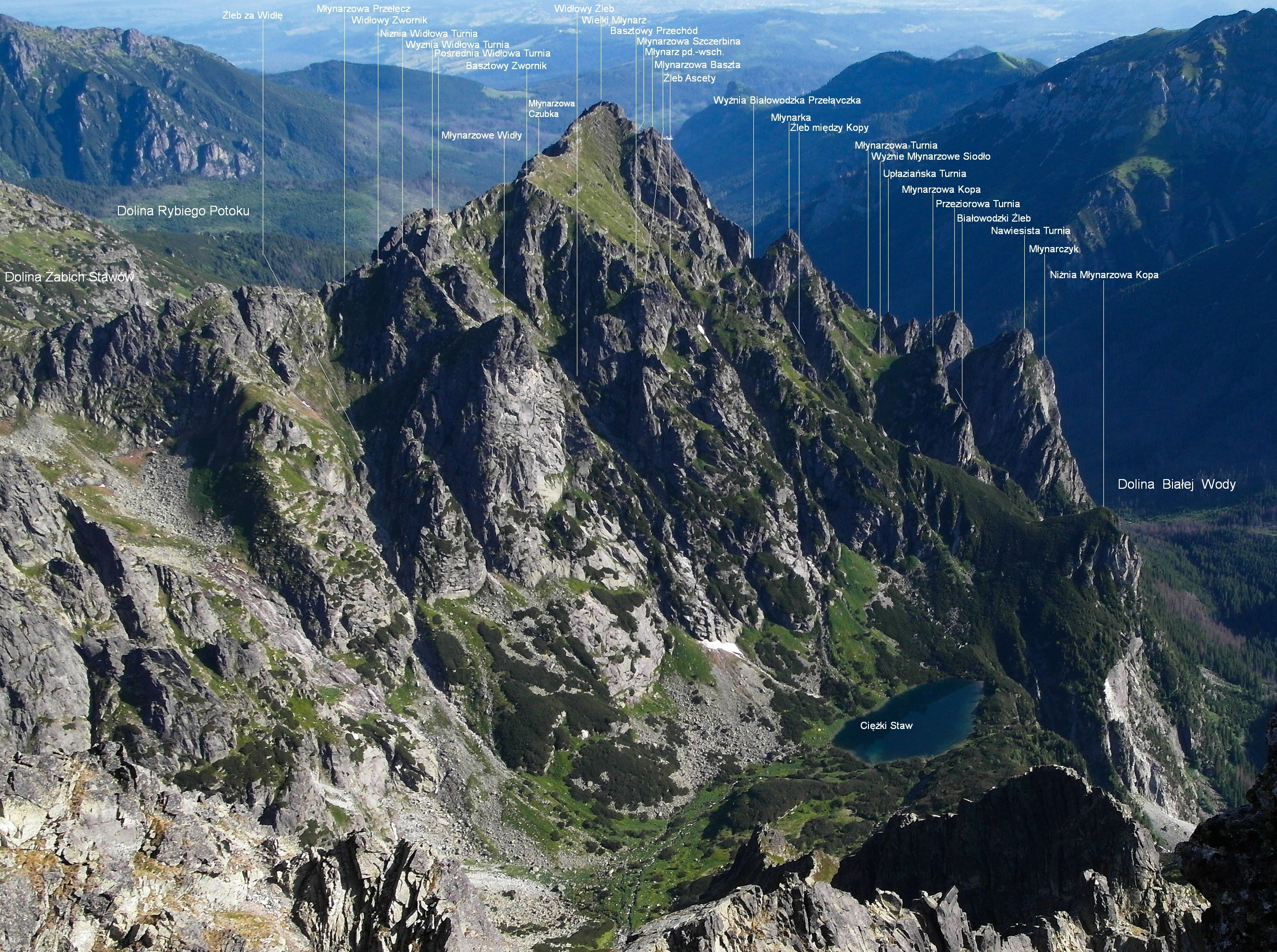
Położenie Widłowego Zwornika w masywie Młynarza